# Khanty-Mansiisk
Khanty-Mansiisk (em língua russa: Ха́нты-Манси́йск) é uma cidade da Rússia, capital administrativa do distrito (okrug) autónomo de Khântia-Mânsia. É banhada pelo Rio Irtysh, a 15 km da sua confluência com o Rio Ob. O censo de 2002 estimou a população em 53 953 habitantes.
Foi fundada em 1930 como Ostiako-Vogulsk (Остяко-Вогульск).
Uma ponte sobre o Irtysh foi inaugurada em Khanty-Mansiisk em 2004. A ponte tem 14 vãos e 1 315,9 metros de comprimento. O vão principal tem 321 metros.
Em Khanty-Mansiisk tiveram lugar em 2003 os Campeonatos Mundiais de Biatlo, e em 2010 a cidade será a anfitriã das Olimpíadas de Xadrez.
Khanty-Mansiisk sediou de 22 de novembro a 18 de dezembro de 2007 a Copa do Mundo de Xadrez de 2007 e recebeu 128 jogadores de xadrez na cidade de Ugra.